# Pawel Kozur
Pawel Kozur (russisch Павел Михайлович Коцур, beim Weltschachbund FIDE Pavel Kotsur; * 3. Januar 1974 in Zelinograd) ist ein kasachischer Schachspieler und -trainer.
Im Jahr 2001 gewann Kozur das Zonenturnier in Taschkent. Beim Schach-Weltpokal 2005 verlor er in der ersten Runde gegen Arkadij Naiditsch. Die kasachische Einzelmeisterschaft konnte er einmal gewinnen: 2011.
Er spielte für Kasachstan bei sieben Schacholympiaden: 1994 bis 2002, 2008 und 2014. Außerdem nahm er viermal an den asiatischen Mannschaftsmeisterschaften (1995 bis 2003 und 2014) teil.
| Hier fehlt eine Grafik, die leider im Moment aus technischen Gründen nicht angezeigt werden kann. Wir arbeiten daran! |